# Модерн (радиостанция)
Радио «Модерн» — петербургская радиостанция, выходившая в эфир с 1993 по 2001 г. Вторая радиостанция Санкт-Петербурга, начавшая вещание в FM-диапазоне. Вещала на частоте 104,0 МГц. Акционерное общество «Модерн» было учреждено в 1992 году. 50 % акций АО принадлежало ГТРК «Петербург», по 10 % — четырём студентам петербургских технических и экономических вузов, а также одному из музыкальных редакторов ГТРК Тамаре Людевиг.
Дала старт карьере таким деятелям шоу-бизнеса как Геннадий Бачинский, Сергей Стиллавин, Дмитрий Нагиев, Алла Довлатова, Сергей Рост, Сева Андреев, Алиса Шер, Виктор Янишевский, Наталья Маркова, Яна Ермолаева, Александр Шенгелия, Ольга Николаева, Алексей Акопов, Виктор Набутов, Сергей Шнуров и другие.

## История
Акционерное общество «Модерн» было учреждено в 1992 году. 50 % акций АО принадлежало ГТРК «Петербург 5-й канал», 50 % — четырём студентам петербургских технических и экономических вузов, а также одному из музыкальных редакторов ГТРК Тамаре Людевиг. АО производило рекламно-информационную программу «Золотая рыбка», ГТРК получала половину прибыли от продажи рекламного времени, предоставляя «Модерну» свое оборудование. В период, когда директором ГТРК был Виктор Югин, АО «озвучивало» радиоканал «Новый Петербург» — 12 часов радиоэфира в день из информации, музыкой и рекламой. Программа просуществовала до декабря 1992 года. В январе 1993 года «Модерн» выкупил 50-процентный пакет своих акций у ГТРК «Петербург 5-й канал» и остался без эфира. В июле того же года АО получило лицензию на право вещания в FM-диапазоне на частоте 104 МГц, и в октябре радиостанция «Модерн» вышла в петербургский эфир.
На начальном этапе «Модерн» старался соблюдать рамки вещания: хиты — информация — хиты, а уже добившись некоторого признания, «допустил» в эфир больше свободы. Радио «Модерн» намеренно не записывало плейлистов, отдавая эфир на откуп ведущим. Каждый из двенадцати ведущих «Модерна» имел авторскую программу со своим стилем ведения эфира.
В марте 1996 года радиостанция первой из музыкальных станций Петербурга перешла на спутниковое вещание, расширив зону вещания за счёт Тулы, Краснодара, Архангельска и Северодвинска. К этому моменту станция вышла на первое место среди питерских радиостанций, также запустив ряд побочных бизнесов: финансовая компания "Модерн-4", магазин бытовой техники и компакт-дисков "Модерн-клуб", агентство манекенщиц "Модерн-моделз", струнное трио в жанре классической музыки "Модерн-трио", продюсерская студия музыкально-развлекательных TV-программ "Полный Модерн" и "Модерн-газета".
В июле 2001 года Логоваз Ньюс Корпорейшн закрыл сделку по покупке «Модерна», на частотах которого должно было начать вещание принадлежащая компании радиостанция Наше радио. «Модерн» имел 12 лицензий на вещание в различных городах России, сумма сделки исходя из стоимости одной лицензии в 500 тыс. долл. оценивалась в несколько миллионов долл (согласно Forbes, общая сумма сделки составила 900 тыс. долл.).

## Ведущие и диджеи
Александp Гумберт, Алексей Разумовский, Алиса Шеp, Алла Довлатова, Аркадий Арнаутский, Виктоp Янишевский, Виталий Шульга, Сева Андреев, Геннадий Бачинский, Дина Ди, Дмитрий Hагиев, Hаталия Маркова, Ольга Hиколаева, Сергей Рост, Яна Ермолаева, Сергей Стиллавин, Александра Клок.

### Ведущие новостей
Александp Шенгелия, Александра Коршак, Алексей Филиппов, Вячеслав Болотов, Елена Кузьмина, Лариса Кирилова.

### Ведущие передачи «Радиорулетка»
Дмитрий Нагиев, Сергей Рост, Алиса Шер, Виктор Янишевский (+ Русская рулетка в 00:00), Сергей Авдеев, Аркадий Арнаутский.

## Руководство станции
Тамара Людевиг (одна из основательниц), Леонид Кyкушкин, Сергей Hиколаев.

## Попытка возрождения станции
Поклонниками радиостанции был создан сайт «Радио Модерн» (radiomodern.ru), где была собрана информация о ведущих и программах радиостанции. Спустя 9 лет после закрытия была организована интернет-трансляция радио.
На сайте radiomodern.spb.ru была запущена любительская онлайн-трансляция.

## Города вещания
Региональная сеть радиостанции насчитывала более десятка городов по России и СНГ. После закрытия радиостанции какая-то часть региональных «модерновцев» стала транслировать радиостанцию «Наше радио», «Хит FМ» и др. сетевые станции. Радио «Модерн» вещало в 25 российских городах, а также в Харькове (Украина) и Мозыре (Белоруссия).

### Частота вещания
- Северодвинск — 102,4 FM (с 2007 года по настоящее время) (собственный эфир)

### Частоты (вещание свернуто)
- Санкт-Петербург — 828 СВ, 68.66 УКВ, 69.47 УКВ, 72,14 УКВ и 104,0 FM. Заменено на Наше радио.
- Архангельск — 104,7 FM; Заменено на Наше радио.
- Березники — 103,8 FM; заменено на Радио Шансон.
- Великий Новгород — 106,8 FM (1997—2001); заменено на Радио Ваня.
- Вологда — 103,2 FM — был план; но вещания не было (Сейчас вещает DFM).
- Воронеж — 67,70 УКВ и 106,1 FM; Заменено на Радио Maximum[6]
- Выборг — 104,6 FM; заменено на Русское радио.
- Ижевск — 103,8 FM; заменено на Наше радио.
- Калининград — 101,3 FM; заменено на Наше радио.
- Ковров — 100,5 FM; заменено на Европа Плюс, позже на Милицейская волна.
- Краснодар — 102,7 FM и 104,7 FM; заменено на Наше радио.
- Луга — 102,5 FM; заменено на Радио Маяк, позже на Град Петров.
- Мозырь — 102,7 FM; заменено на Радио Нелли Инфо.
- Москва — 69,26 УКВ с 9 июня по 2 ноября 1996; было заменено на Субстанцию[7].
- Мурманск — 103,0 FM; заменено на Наше радио.
- Набережные Челны — 101,5 FM; заменено на Авторадио.
- Новороссийск — 107,4 FM; заменено на Наше радио, затем на Радио Звезда.
- Омск — 103,0 FM; заменено на Хит FM.
- Пермь — 100,0 FM; заменено на Наше радио.
- Петрозаводск — 105,7 FM; заменено на Наше радио.
- Сочи — 103,1 FM и 105,2 FM; заменено на Русское радио.
- Тихорецк — 104,3 FM; заменено Радио Тихорецк, затем на Русское радио
- Тула — 101,9 FM (16.01.1996 — 23.07.2001); заменено на Наше радио.
- Череповец — 103,9 FM; заменено на Дорожное радио.
- Сургут — 70,01 УКВ; заменено на Радио Maximum.
- Лянтор — 71,15 УКВ и 104,4 FM; заменено на Радио Maximum.
- Челябинск — 103,5 FM; заменено на Наше радио.